# Umida Ahmedova

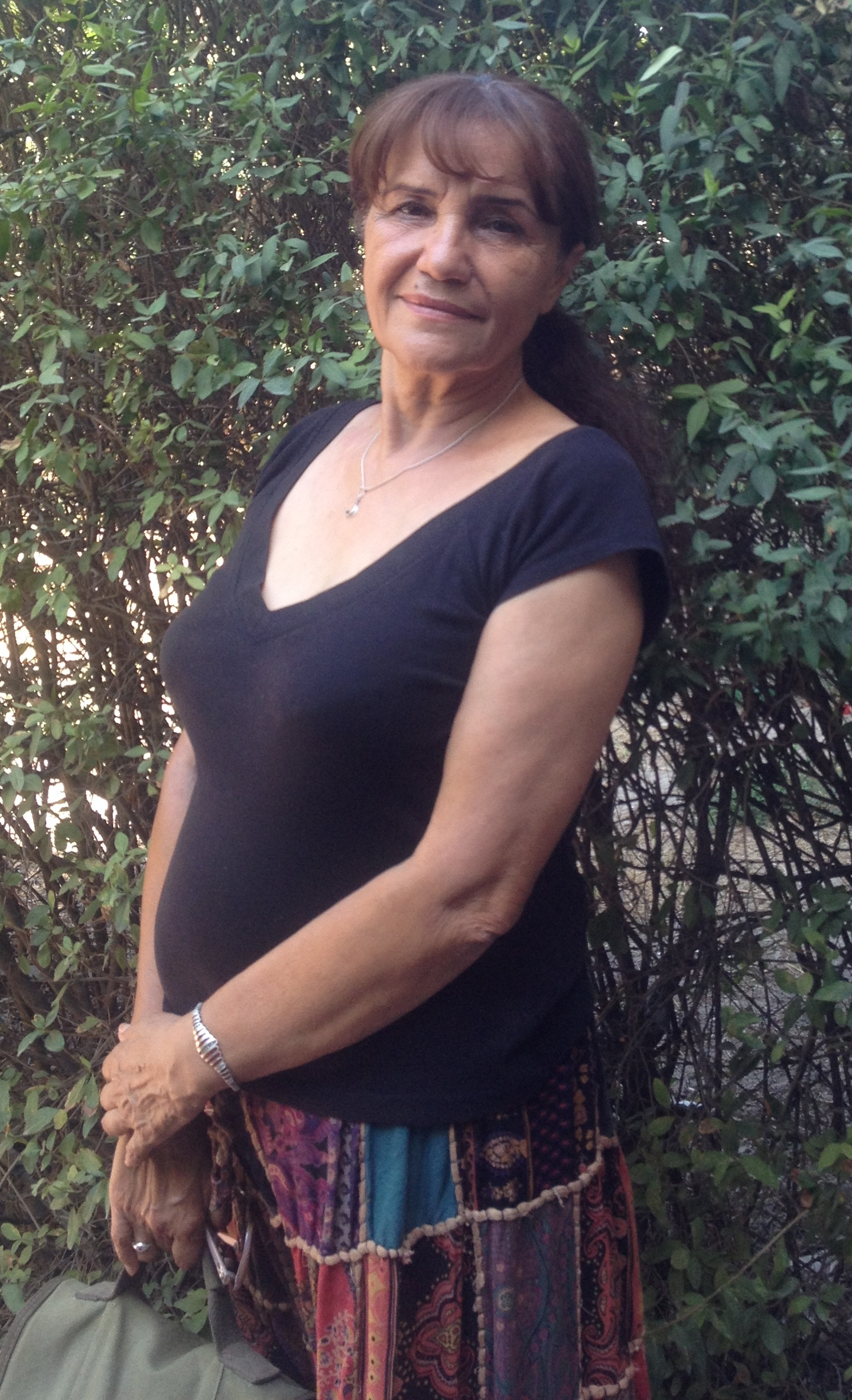
Umida Ahmedova (2016)

Umida Toʻxtamurodovna Ahmedova (geboren am 21. Oktober 1955 in Parkent, Provinz Taschkent) ist eine usbekische Dokumentarfilmerin und Fotografin, Mitglied des Verbands der Filmemacher Usbekistans und der Nationalen Akademie der Künste.
Sie erregte internationale Aufmerksamkeit aufgrund ihrer Verhaftung und Verurteilung durch die Behörden des Landes im Jahr 2010. Man beschuldigte ihre Werke (den Dokumentarfilm Бремя девственности, dt. Die Last der Jungfräulichkeit) und den Fotoband Женщины и Мужчины: от рассвета до заката, dt. Frauen und Männer: Vom Morgengrauen bis zum Sonnenuntergang der Verleumdung und Beleidigung des usbekischen Volkes. Die Verfolgung von Umida Achmedova wurde von mehreren Menschenrechtsorganisationen und internationalen Persönlichkeiten des öffentlichen Lebens als ungerecht angesehen.
Sie ist Trägerin des Václav-Havel-Preises (2016), der für Dissens in der Kunst verliehen wird.

## Leben
Im Jahr 1980 schloss sie die Kultur- und Aufklärungsschule in Wladimir mit dem Schwerpunkt „Leiter der Kino-Foto-Amateuraktivitäten“ ab. Laut Umida Achmedova hat sie zweimal zusammen mit ihrer Freundin Al'bina Belousova aus Wladimir versucht, an die philosophische Fakultät der Lomonossow-Universität Moskau aufgenommen zu werden. Nachdem sie beim zweiten Versuch nicht genügend Punkte für die Zulassung zur MGU erhalten hatten, wurden die Mädchen in die Schule ihrer Heimatstadt Al'bina eingeschrieben.
Ab 1980 begann sie ihre berufliche Karriere als Assistentin eines Kameramanns im Studio für wissenschaftliche und dokumentarische Filme Usbekistans. Ab 1981 war sie Mitglied des Fotoclubs „Panorama“.
Im Jahr 1986 schloss sie das Allunionsinstitut für Kinematographie (WGIK) mit dem Schwerpunkt Kameramann ab und begann als Kameramann und Regisseur zu arbeiten. Bis heute hat sie mehr als 10 Filme gedreht.
In den 1990er Jahren verlagerte sich Umida Achmedovas kreatives Interesse vollständig auf die Fotografie, und ihre Arbeiten wurden auf verschiedenen Ausstellungen gezeigt.
Im Jahr 2000 wurde sie Mitglied der Akademie der Künste Usbekistans (Fotokunstsektion). Seit 2001 wurden viele Werke von Umida Achmedova in Büchern und Alben veröffentlicht, die in Usbekistan herausgegeben wurden.

## Wirken
Unter den Werken von Umida Ahmedova sind der Fotoband Frauen und Männer: Vom Morgengrauen bis zum Sonnenuntergang (veröffentlicht 2007) und der Dokumentarfilm Die Last der Jungfräulichkeit (2008) bekannt. Zusätzlich wurde im Jahr 2005 der Film Женщины и мужчины в обрядах и ритуалах, dt. Frauen und Männer in Riten und Ritualen von ihr erstellt.
Sie nahm an Ausstellungen in vielen europäischen Ländern und der ehemaligen UdSSR teil, darunter auch an Einzelausstellungen in usbekischen Städten wie Fargʻona („Themen im Grenzgebiet“, 2008, und andere), in Tiflis (Internationale Konferenz „Gender und Medien“, 2005–2007), Kopenhagen (2006), Nischni Nowgorod (2010) und Rostow am Don (2010).
2006 und 2011 besuchte Umida Achmedova auf Einladung des dänischen PEN-Clubs den Dänemark. 2006 fand eine Fotoausstellung mit dem Titel „Das Leben der Frauen in Zentralasien“ statt (einschließlich der Werke von Nina Erkaeva aus Kasachstan), und im Jahr 2011 gab es einen persönlichen Abend im Zentrum für Weltkultur.
Nach rechtlicher Verfolgung aufgrund des Films „Die Last der Jungfräulichkeit“ (siehe unten) wurden im Jahr 2010 im Rahmen des internationalen Festivals „Keine Zensur“ in Bilbao zwei Einzelausstellungen von Umida Achmedova organisiert, bei denen etwa 40 ihrer Werke ausgestellt wurden. Die erste Ausstellung umfasste Fotografien aus dem Album „Frauen und Männer: Vom Sonnenuntergang bis zum Morgengrauen“, was zu Verurteilung der usbekischen Behörden führte, die zweite bestand aus Werken, die bereits im Baskenland entstanden sind (Bilbao por Umida).
2012 und 2013 wurde sie als Teilnehmerin zu den 6. und 7. Internationalen Festivals der Fotografie in Uglitsch eingeladen.
Im Jahr 2012 wurde Umida Achmedova zusammen mit ihrem Ehemann Oleg Karpov mit ihrem Film „Ein Engel... und ihre zwei Ehemänner“ zum Preisträger des Grand Prix des informellen Kinematografie-Festivals Reformat in Bischkek. Das Werk, das Merkmale eines Dokumentarfilms und Videokunst vereint, erzählt von einer Frau, die mit zwei Männern zusammenlebt, weil ihr früherer Lebenspartner obdachlos geworden ist. Laut O. Karpov besteht der Inhalt des Films aus Liebe und den Paradoxien Zentralasiens, wo Gegensätze in der Lage sind, in Harmonie zu existieren und „in Frieden und Freundschaft zu leben, ungeachtet unterschiedlicher weltanschaulicher Vorstellungen“.
2013 nahm Umida Achmedova an der 5. Moskauer Biennale für zeitgenössische Kunst Mehr Licht teil und präsentierte das dokumentarische Fotoprojekt Schwiegermütter und Schwiegertöchter. Hier erzählte Umida Achmedova von der Tradition in usbekischen Familien, dass die Mütter die Ehepartner für ihre Söhne auswählen und dass usbekische Mädchen nach der Heirat gezwungen sind, den Kontakt zu ihren eigenen Verwandten einzuschränken und ihn mit ihrem Ehemann und ihrer Schwiegermutter zu beenden. Nach Ansicht der Fotokünstlerin wird die Schwiegertochter in solchen Umständen praktisch zur Gefangenen.
2014 nahm sie an der Internationalen Ausstellung für zeitgenössische Kunst in Riga und am 8. Internationalen Kunstsymposium „Alanica“ in Wladikawkas (Projekt der Nordkaukasischen Filiale des GZSI Russlands) teil.
Im Jahr 2017 fand in der Galerie Zero Line in Taschkent eine Einzelausstellung von Umida Achmedova statt, die erste in Usbekistan seit 9 Jahren. Die auf der Ausstellung gezeigten Werke umfassen einen Zeitraum ab September 2016, den die Autorin als Beginn einer neuen Ära charakterisiert. Der Titel der Ausstellung „Friedlicher Himmel“ spielt auf das usbekische Klischee „Bei uns gibt es einen friedlichen Himmel (Gott sei Dank)“ an und soll nach Aussage der Autorin von jedem Betrachter individuell verstanden werden.
Im Jahr 2018 fungierte sie als Mentorin für die erste Duschanbe-Residenz für experimentellen Film „Meine Vision“.

### Frauen und Männer: Vom Morgengrauen bis zum Sonnenuntergang
Der Fotoband Frauen und Männer: Vom Morgengrauen bis zum Sonnenuntergang umfasst Fotos, die zwischen 1996 und 2006 in verschiedenen Regionen des Landes und teilweise in Kirgisistan aufgenommen wurden. Umida Achmedova betrachtet Fotografie des Alltags als Instrument zur Erforschung der nationalen Identität. Die Aufnahmen veranschaulichen typische Momente des Alltags von Männern und Frauen in städtischen und ländlichen Gebieten, wobei Frauen überwiegend im Fokus stehen. Die Autorin beschreibt ihre Werke als „authentische Darstellungen usbekischer Frauen und Männer“.
Der Fotoband wurde mit finanzieller Unterstützung des Genderprogramms der Schweizer Botschaft in Usbekistan erstellt und zielt darauf ab, das Leben der modernen Frauen des Landes zu porträtieren und ihren Lebensweg vom Kindesalter bis ins hohe Alter darzustellen. Auf den Fotos werden unter anderem die Armut der usbekischen Bevölkerung und die Geschlechterungleichheit sowohl im familiären Bereich (Unterdrückung durch Ehemänner und deren Verwandte) als auch im öffentlichen Bereich (zum Beispiel, dass usbekische Männer in der Regel keine Reinigungsarbeiten verrichten) unvoreingenommen dargestellt. Gleichzeitig versucht Umida Achmedova die Schönheit der nationalen Traditionen im Zusammenhang mit bedeutenden Anlässen wie Hochzeiten, Beerdigungen und der Zirkumzision von Jungen zu vermitteln.
Die Soziologin Diana Kudaibergenova von der Universität Cambridge weist auf eines der Werke hin, in dem das Denkmal für die Opfer des Zweiten Weltkriegs in Taschkent fotografiert wurde. Die Dokumentaristin schließt die eigentliche Skulptur der trauernden Mutter aus dem Bild aus und lenkt die Aufmerksamkeit stattdessen auf eine mittelalterliche Reinigungskraft. Dadurch wird nicht das historische, sondern das moderne Usbekistan und seine Bevölkerung festgehalten. Der eigene Blick der Fotografin konkurriert mit der nationalen Ideologie, in der das Bild der Weiblichkeit auf stereotype Vorstellungen von männlichen Bürokraten beschränkt ist. Gleichzeitig nähert ihre Arbeit die offizielle und die tatsächliche Darstellung Usbekistans aneinander an. Das von der Regierung geförderte Bild einer schweigenden, in Trauer versunkenen älteren Frau wird nach hinten, nach außen verlagert. Es wird durch die Präsenz eines realen Menschenbildes im Vordergrund ausgeglichen. Für Umida Achmedova steht die Fähigkeit der Frau zur Arbeit und ihr Glück in der Arbeit im Mittelpunkt.

### Die Last der Jungfräulichkeit
Die Premiere des Dokumentarfilms „Die Last der Jungfräulichkeit“, gedreht von Umida Achmedova und Oleg Karpov, fand am 5. März 2009 statt. Der Film widmet sich dem nationalen Brauch des „Chimildyk“, der bis heute in ländlichen Gegenden des Landes weit verbreitet ist, und thematisiert die Popularität archaischer Traditionen in der modernen Welt. Diese Tradition beinhaltet die öffentliche Ausstellung eines weißen Betttuchs mit Spuren der Hymen nach der ersten Hochzeitsnacht der Brautleute.
Der Dokumentarfilm wird mit einer Warnung vor der Fiktionalität aller Charaktere und Zufälligkeiten eingeleitet. Im ersten Teil des Films wird über das Schicksal einer Frau berichtet, die von ihrer Schwiegermutter am Tag nach der Hochzeit aus dem Haus verstoßen wurde, mehrmals Suizid unternahm und nie wieder geheiratet wurde. Es wird auch über ihren Ex-Mann berichtet, der den Bruch der Ehe bedauert und seiner Mutter unterwürfig ist.
Der zweite Teil des Films besteht aus einer Reihe von Interviews mit verschiedenen Personen: einem Soziologen, einem Arzt, einem Imam und einem Gerichtsmediziner. Es wird betont, dass die Ehepartner bei Offenlegung vorehelicher sexueller Beziehungen der Braut mit gesellschaftlicher Ächtung konfrontiert sind und es werden Fälle von Selbstmorden von Männern in solchen Situationen genannt. Gleichzeitig wird darauf hingewiesen, dass der Riss des Hymen aus Gründen erfolgen kann, die nichts mit dem Sexualleben zu tun haben, weshalb auf forensische Untersuchungen zurückgegriffen werden muss und vorbereitetes Blut zur Imitation der Entjungferung verwendet wird. Die medizinische Überprüfung der Jungfräulichkeit wird systematisch nicht nur von Verwandten, sondern auch von einigen prominenten Wissenschaftlern der Republik unterstützt. Darüber hinaus zitiert der Film das Buch des Doktors der medizinischen Wissenschaften Uktam Muhammad Murad, der vorschlägt, eine „schonende“ traditionelle Methode zur Überprüfung der Unschuld mit einem Vogelei zu verwenden. In der Überlieferung eines Kultbeauftragten wird eine Volkslegende über das scheinbare Fehlen von Keuschheit bei Mädchen erzählt, die an einem Freitag geboren wurden.

## Verfolgung in Usbekistan
Die Verfolgung von Umida Ahmedova in Usbekistan begann im November 2009, als die Behörden rechtliche Schritte gegen sie wegen ihrer beruflichen Tätigkeit einleiteten. Nach der Anklage beleidigte Umida Ahmedova in ihren Werken das usbekische Volk und seine Traditionen und schuf ein negatives Bild von Usbekistan (in dem Fotobuch „Frauen und Männer: Vom Sonnenaufgang bis zum Sonnenuntergang“, dem Film „Die Last der Jungfräulichkeit“).
Viele Vertreter der Öffentlichkeit und der kreativen Kreise in Usbekistan und anderen Ländern sowie internationale Menschenrechtsorganisationen unterstützten Umida Ahmedova. Es wurde ein offener Brief an das Außenministerium und das Innenministerium von Usbekistan geschickt, in dem die Einstellung der Verfolgung der Fotokünstlerin gefordert wurde, und die Anklage und der Prozess gegen sie wurden als ein Prozess gegen die Kunst im Allgemeinen klassifiziert. Holly Cartner, die Direktorin von Human Rights Watch für Europa und Zentralasien, erklärte, dass „der Strafprozess gegen Ahmedova zeigt, wie absurd die Regierung in ihren Bemühungen ist, unabhängige Standpunkte zu unterdrücken“, und forderte, ihr die Möglichkeit zu geben, in Ruhe zu arbeiten und ihr Recht auf freie Meinungsäußerung ohne staatliche Einmischung auszuüben. Protestaktionen zu ihrer Unterstützung fanden vor den usbekischen Botschaften in Moskau und Paris statt.
Umida Ahmedova selbst sagt, dass sie in ihrer Arbeit hauptsächlich das Leben des Volkes aus ethnographischer Sicht interessiert: Sie dokumentiert Volksbräuche, Traditionen und Hochzeiten.
Am 13. Januar 2010 wurden Umida Ahmedova Anklagen nach den Artikeln 139 („Verleumdung“) und 140 („Beleidigung“) des Strafgesetzbuches der Republik Usbekistan vorgelegt. Am 10. Februar erging ein schuldiges Urteil, aber aufgrund einer Amnestie anlässlich des Unabhängigkeitstages Usbekistans wurde sie im Gerichtssaal freigelassen. Am 17. März bestätigte das Berufungsgericht das Urteil unverändert.
2011 wurde eine Ausstellung junger Künstler, die von Umida Ahmedova organisiert wurde, von den lokalen Behörden verboten.
Im Januar 2014 wurde sie erneut rechtlich verfolgt, diesmal aufgrund ihrer Beteiligung an einer Kundgebung in Taschkent zur Unterstützung des Euromaidan. Aufgrund einer Entscheidung des Bezirksgerichts von Hamza wurden Umida Ahmedova, ihr Sohn und einige Bekannte zu einer hohen Geldstrafe verurteilt. Im selben Jahr wurden die Werke der Fotokünstlerin auf der Ausstellung „Bir Maqom“ in Taschkent verboten.
Nach Angaben des regionalen Dienstes von Radio Free Europe/Radio Liberty steht die Künstlerin unter ständigem Druck der Behörden und hat selten die Möglichkeit, ins Ausland zu reisen. Es ist bekannt, dass die usbekischen Grenzbeamten Umida Ahmedova Anfang 2015 die Einreise nach Russland verweigerten und angaben, dass ihr die Einreise von der FSB untersagt sei.

## Kreativitätsbewertung
Die Soziologin Diana Kudaibergenova von der Universität Cambridge ist der Meinung, dass die Verfolgung von Umida Ahmedova das offizielle Verhältnis zur weiblichen Kunst in Zentralasien verändert hat. Frauen nehmen einen zentralen Platz in Umida Ahmedovas Werken ein, was im Gegensatz zur Ausrichtung der staatlichen Ideologie Usbekistans steht, die den Fokus auf männliche Figuren wie den mittelalterlichen Eroberer Amir Timur (Tamerlan) legt. In der Reproduktion der nationalen Kultur, die unter totaler Kontrolle des Staates steht, ist Frauen die Rolle des schweigenden Körpers zugewiesen. Die Künstlerin betont, dass die nationale Eigenart nicht in den offiziellen Konstrukten liegt, die von den postsowjetischen Behörden manipulativ eingeführt werden, sondern vielmehr in der lebendigen Erfahrung des einfachen modernen Menschen. Das vom Staat dargestellte Bild erscheint für sie falsch, und die Dokumentarfilmerin kämpft für eine Neubestimmung der ethnischen Identität und die Wiedererlangung des Verlorenen.
Diana Kudaibergenova zählt Umida Ahmedova zu den unabhängigen zentralasiatischen Künstlerinnen, die eine offenere und interessantere Alternative zu offiziellen Vorstellungen vom nationalen Erbe und der Mentalität bieten, insbesondere in Bezug auf Geschlechtergleichheit. Obwohl der Fokus auf Geschlecht und Gender in der gesellschaftlich-politischen Lebenswelt dem feministischen Kunstansatz entspricht, betont Diana Kudaibergenova, dass sich diese Künstlerinnen nicht mit dem Feminismus identifizieren. Indem sie sich von staatlicher kultureller Konstruktion (die von „Sowjetismus“ des Denkens und männlicher Dominanz geprägt ist) entfernen, strebt Ahmedova danach, die Frau auf der Grundlage eines nationalen Paradigmas „wiederherzustellen“.
Im Werk von Umida Ahmedova steht die persönliche Suche nach Authentizität im Mittelpunkt, in der nationalen Symbolik und dem kulturellen Erbe des usbekischen Volkes. Sie dokumentiert ausführlich das Leben der modernen Stadtbewohner Usbekistans, einschließlich ihres Alltags und bedeutsamer Ereignisse. Diana Kudaibergenova weist darauf hin, dass ihre weiblichen Porträts Heldinnen in den Häusern der Mahallas und auf den Straßen der Städte (insbesondere ihrer Heimatstadt Parkent) darstellen, was die lokale kulturelle Authentizität widerspiegelt.
John Peder Egen, der Direktor der norwegischen Amnesty International, sagte, dass das Schaffen von Umida Ahmedova die junge Generation der Fotografen des Landes inspiriert:

„Während die usbekische Regierung weiterhin der Welt ein poliertes Bild eines glücklichen Landes präsentiert, enthüllt sie das wahre Leben in einer der verschlossensten Gesellschaften der Welt.“

## Auszeichnungen
Umida Ahmedova, eine mehrfach ausgezeichnete Künstlerin, erhielt unter anderem die Silbermedaille bei einem Fotowettbewerb zum 40. Jahrestag des Sieges in Moskau im Jahr 1985, den ersten Preis beim Wettbewerb „Press Photo Russia-2004“ in der Kategorie „Zeitgenössische Fotografie in Zentralasien“ und den Grand Prix des Festivals für informelles Kino REFORMAT in Bischkek.
Im Jahr 2015 gewann Umida Ahmedovas Fotoserie „Kasachen in Usbekistan“ den Wettbewerb der kasachischen Radiosendung „Radio Free Europe / Radio Liberty“ (Azattyk) in der Kategorie „Sonderprojekt“.
Im Mai 2016 wurde Umida Ahmedova mit dem Internationalen Václav-Havel-Preis für dissidente Kunst ausgezeichnet, mit der Begründung „Für kreativen Protest“. Die Preisverleihung fand im Rahmen des „Freedom Forums“ in Oslo statt.